# Phrynobatrachus albomarginatus
Espèce
Statut de conservation UICN

 DD  : Données insuffisantes
Phrynobatrachus albomarginatus est une espèce d'amphibiens de la famille des Phrynobatrachidae.

## Répartition
Cette espèce est endémique de la République démocratique du Congo. Elle n'est connue que dans sa localité type située dans le nord-est du pays,.

## Publication originale
- De Witte, 1933 : Batraciens nouveau du Congo Belge. Revue de Zoologie et de Botanique Africaines, vol. 24, p. 97-103.